# Nematocid
Nematocidi so kemična sredstva proti ogorčicam in nematodam. Med ogorčice oziroma nematode spadajo najbolj razširjene živalice podobne črvičkom, ki se nahajajo v vsakem zemeljskem substratu, lahko pa tudi v steblih, listih, rastlinskih gomoljih in čebulicah. So izredno majhne (manj kot 1mm), prosojne, nitkaste, nerazčlenjene, po navadi v obliki vretenca, ter jih s prostim očesom težko opazimo. Pri visoki vlažnosti, se njihova gostota zelo poveča. Nematocidi so formulirani v obliki koncentrata za emulzijo in v obliki granulata. Z njimi tretiramo (škropimo ali posipamo) in jih v najkrajšem času zadelamo (inkorporiramo) plitvo v tla. Pri uporabi se v stiku s stalno vlago uplinijo in delujejo kot fumiganti. Fumiganti so kemične spojine, ki pri določeni temperaturi in tlaku spremenijo agregatno stanje iz trdnega v plinasto, Ob določeni temperaturi in tlaku ohranijo plinasto stanje, ter preko organov dihanja zatrejo škodljive organizme, S to metodo zatremo žuželke v vseh stadijih razvoja: jajčeca, ličinke, bube in odrasle osebke. Fumigacija je uporabna v preventivne in kurativne namene.